# La Verdière
La Verdière település Franciaországban, Var megyében. Lakosainak száma 1674 fő (2022. január 1.). La Verdière Quinson, Esparron, Ginasservis, Montmeyan, Saint-Julien, Saint-Martin-de-Pallières, Tavernes és Varages községekkel határos.

## Népesség
A település népességének változása:
| Lakosok száma | 1667 | 1622 | 1614 | 1601 | 1608 | 1603 | 1628 | 1651 | 1674 |
|               | 2013 | 2015 | 2016 | 2017 | 2018 | 2019 | 2020 | 2021 | 2022 |